# Hôtel de l'Isle du Fief
L'hôtel de Lisle du Fief, bâti au XVIIe siècle, est situé au no 3 de la rue du Château  à Nantes, en France.

## Historique
Cet hôtel, construit en vertu d'un contrat passé en 1654 avec les frères Jagueneau, architectes, par Claude de Santo-Domingo, sieur de Villeneuve, a porté les noms successifs de plusieurs de ses propriétaires :
- Bernard de la Turmelière ;
- De Rolily ;
- De l'Isle du Fief.

Les généraux républicains Louis Antoine Vimeux, Jean Baptiste Camille de Canclaux et Simon Camille Dufresse y logèrent au cours de la Révolution,.